# Уманський лікеро-горілчаний завод

Головна прохідна заводу

ДП «Уманський лікеро-горілчаний завод» — державне підприємство, розташоване в місті Умань Черкаської області, яке зайняте в галузі виробництва та реалізації алкогольних напоїв.

## Історія
Гуральня в місті Умань Уманського повіту Київської губернії була побудована та розпочала випуск продукції в 1896 році. На 1902 рік була одним з найбільших підприємств міста.
З початком Першої світової війни, у липні 1914 року за Указом Миколи II була введена заборона на виготовлення і продаж спиртних напоїв, внаслідок чого становище підприємства ускладнилося.
15 лютого 1918 року в Умані була встановлена радянська влада, проте вже 6 березня того ж року місто зайняли австро-німецькі війська, які залишалися тут до 10 грудня. В подальшому місто опинилося в зоні бойових дій громадянської війни. Підприємство постраждало, але згодом було відновлено.
Під час німецько-радянської війни 21 липня 1941 розпочалися бої на підступах до міста, а з 1 серпня 1941 року до 10 березня 1944 року місто було окуповане німецькими військами, однак після відступу німецьких військ підприємство було відбудовано та відновило роботу як Уманський спирто-горілчаний завод.
У роки семирічки (1959—1965) завод був оснащений конвеєрними системами, що збільшило його виробничу потужність.
За радянських часів завод входив до числа провідних підприємств міста.
Після проголошення незалежності України завод перейшов у підпорядкування Державного комітету харчової промисловості України.
У березні 1995 року Верховна Рада України внесла завод до переліку підприємств, приватизація яких заборонена в зв'язку з їх загальнодержавним значенням.
Після створення в червні 1996 року державного концерну спиртової та лікеро-горілчаної промисловості «Укрспирт», завод був переданий у його підпорядкування.
У травні 2002 року Господарський суд Черкаської області порушив справу про банкрутство заводу, але в подальшому становище підприємства стабілізувався.
Економічна криза 2008 року ускладнила становище галузі, внаслідок чого до початку грудня 2009 року 32 підприємства лікеро-горілчаної промисловості або повністю зупинили роботу, або працювали не більше ніж на 20% потужності.
14 грудня 2010 року Господарський суд Черкаської області знову порушив справу про банкрутство заводу, на майно підприємства накладено арешт. У зв'язку з бажанням кредиторів врегулювати розбіжності на підставі мирової угоди, розгляд справи було відкладено до 8 грудня 2014 року.
У вересні 2018 року, після більш ніж восьми років простою завод відновив виробничу діяльність.